# Olle Bexell
Karl Olof Alfred „Olle” Bexell (ur. 14 czerwca 1909 w Luleå, zm. 6 stycznia 2003 w Uppsali) – szwedzki lekkoatleta wieloboista, złoty medalista mistrzostw Europy w 1938 w Paryżu.
Startował w dziesięcioboju na igrzyskach olimpijskich w 1936 w Berlinie, gdzie zajął 7. miejsce. Na mistrzostwach Europy w 1938 w Paryżu zdobył w tej konkurencji złoty medal przed Polakiem Witoldem Gerutto.
W 1937 ustanowił swój rekord życiowy – 7337 punktów (według obecnej punktacji 6781 p), co było najlepszym wynikiem na świecie w tym roku. W sumie startował 12 razy w dziesięcioboju, odnosząc 9 zwycięstw.
W latach 1935–1938 zdobył złote medale mistrzostw Szwecji w dziesięcioboju. W 1938 był również mistrzem Szwecji w pięcioboju.
W 1936 i 1937 ustanawiał rekordy kraju w dziesięcioboju.
Po zakończeniu kariery sportowej prowadził praktykę lekarską jako pediatra (od 1949).